# Тывров

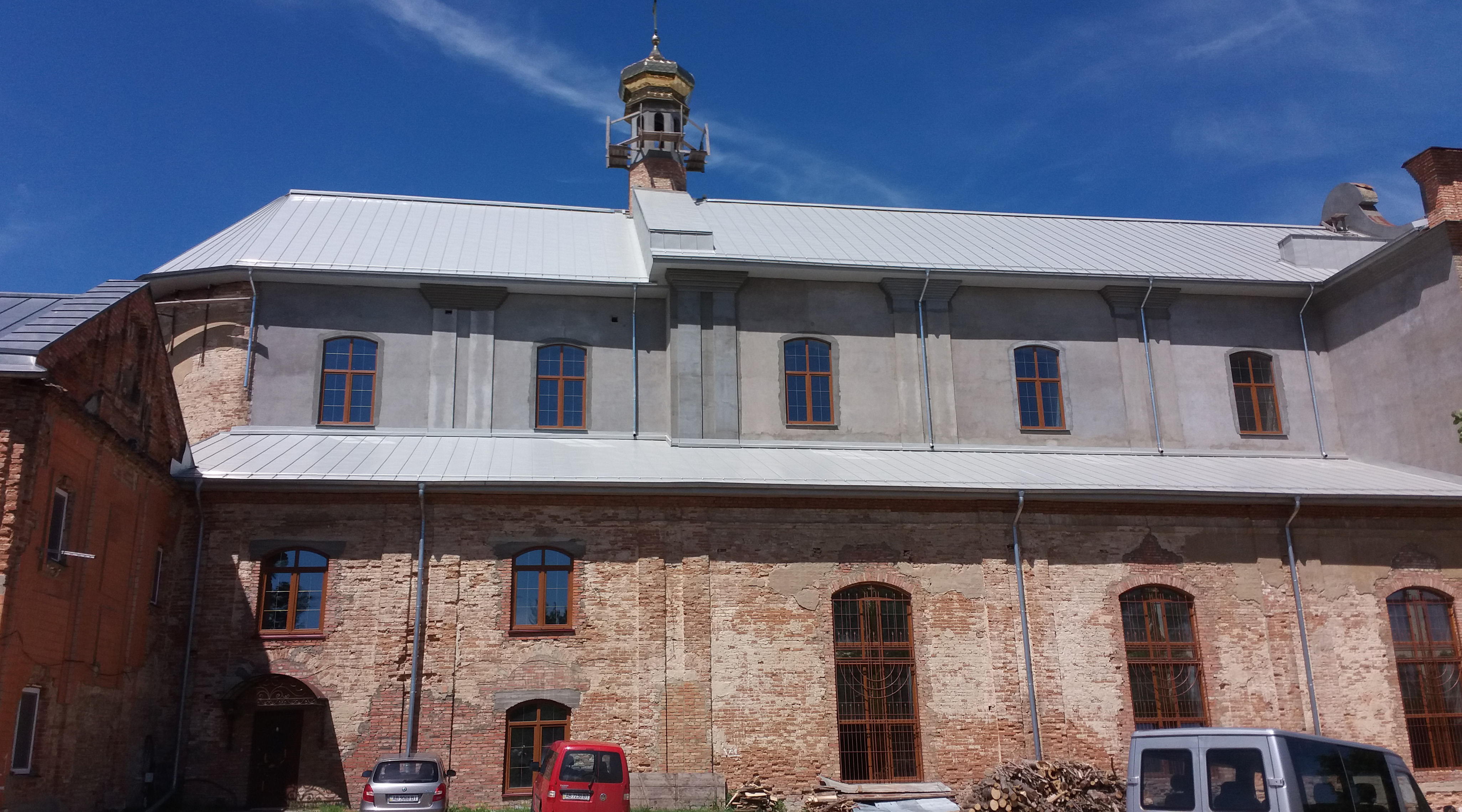
Костел Архангела Михаила

Ты́вров (укр. Тиврів) — посёлок в Винницком районе Винницкой области Украины.

## Географическое положение
Расположен на реке Южный Буг.

## История
Первое упоминание о Тыврове относится к 1505 году. Поселение находилось около кучманского пути. Тывров на то время был пограничным укреплением Литовского княжества. Именно здесь обычно татарские орды любили переплавляться через Южный Буг. Понятно, что первой жертвой нападений на Подолье в этих местности был Тывров. В 1569 году Тывров отходит Польше. В 1744 году получает статус городка. 
Хотя посёлок и небольшой, но его исторические памятки привлекают многих туристов. Все туристические организации Тыврова обязательно предлагают гостям посмотреть старые каменные кресты, расположенные на Чёрной горе посёлка. Они были поставлены как «чудодейственная защита» от чумы, которая вспыхнула здесь в 1772 году. Кроме того, стоит посетить и дворец, который построил неподалёку от монастыря сын Захария Ярошинского, а также доминиканский костел, построенный в 1742 обладателем Тыврова М. Калитинским. Не стоит упускать из виду и мельницу, расположенную на правом берегу Буга.
В 1901 году Тыврово было местечком Винницкого уезда Подольской губернии Российской империи, в котором насчитывалось 1572 жителя. Здесь действовали винокуренный завод, мужское духовное училище, церковно-приходская школа, несколько торговых лавок, две православные церкви, католический костел с часовней и синагога.
В ходе Великой Отечественной войны в 1941—1944 гг. поселение было оккупировано немецкими войсками.
С 1961 года Тывров является районным центром.
В 1976 году здесь действовали завод пластмассовых изделий, два кирпичных завода, комбикормовый завод, хлебозавод и пивоваренный завод.
В мае 1995 года Кабинет министров Украины утвердил решение о приватизации находившихся здесь райсельхозтехники и завода пивобезалкогольной промышленности.
В апреле 2001 года было возбуждено дело о банкротстве комбикормового завода.
По состоянию на 1 января 2013 года численность населения составляла 4252 человека.

## Транспорт
Посёлок находится в 16 км от железнодорожной станции Гнивань на линии Винница — Жмеринка.

## Достопримечательности
- Дворец Ярошинских
- Костел Архангела Михаила.

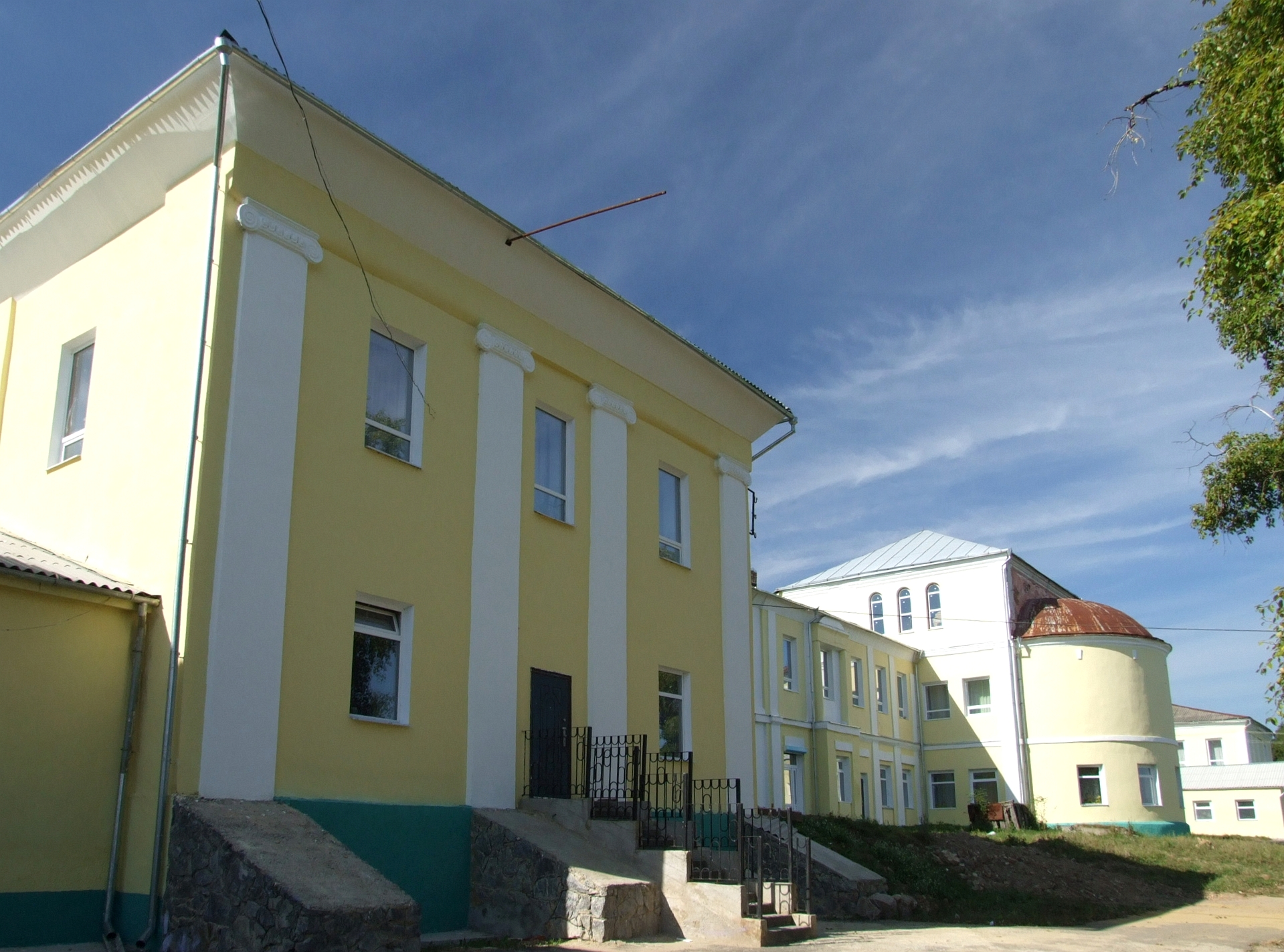
Дворец Ярошинских

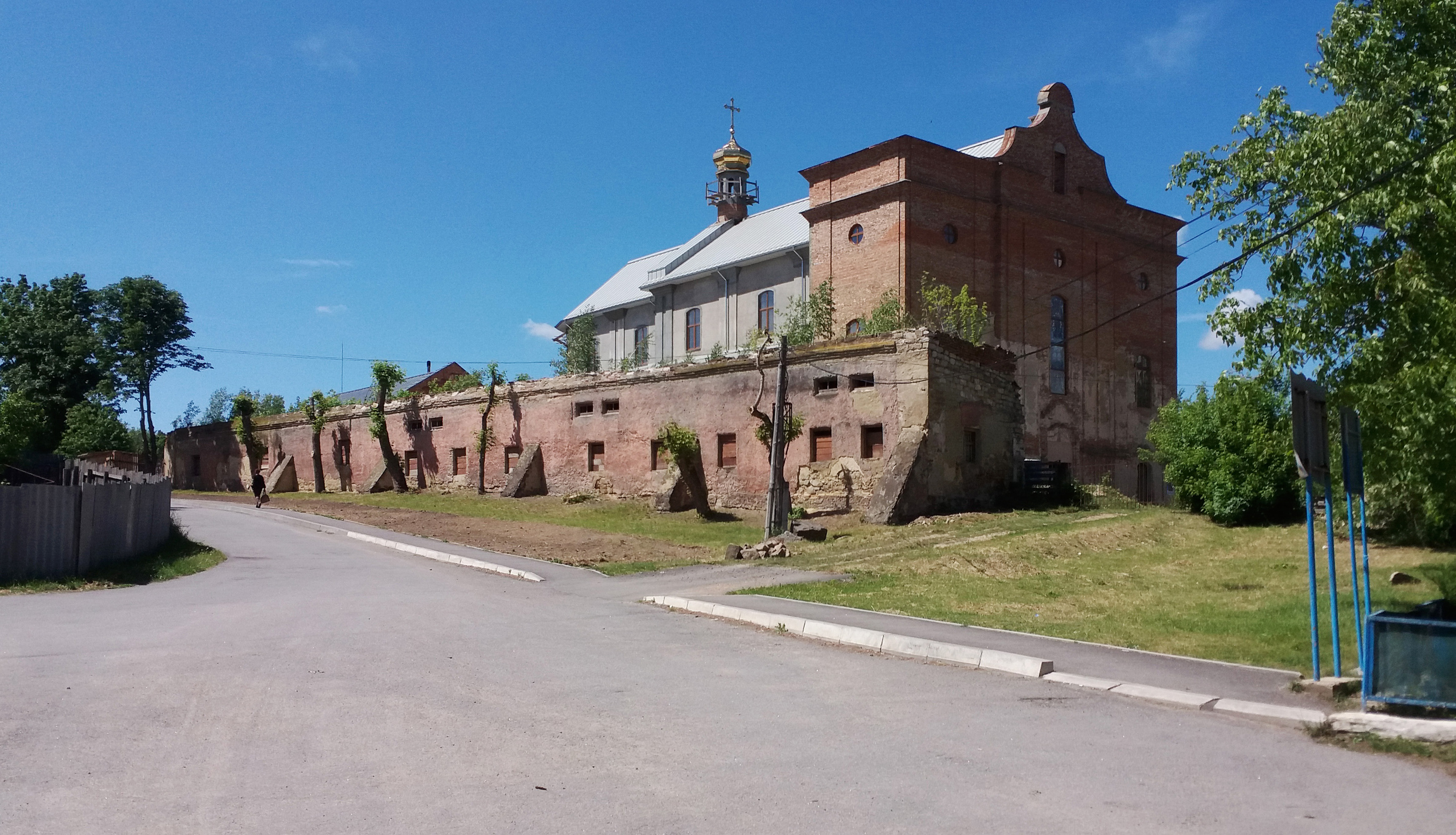
Костел Архангела Михаила

- Во дворе костёла находятся остатки интересного фонтана.
- Сохранившийся фрагмент крепостной стены в парке.